# Bengtskär

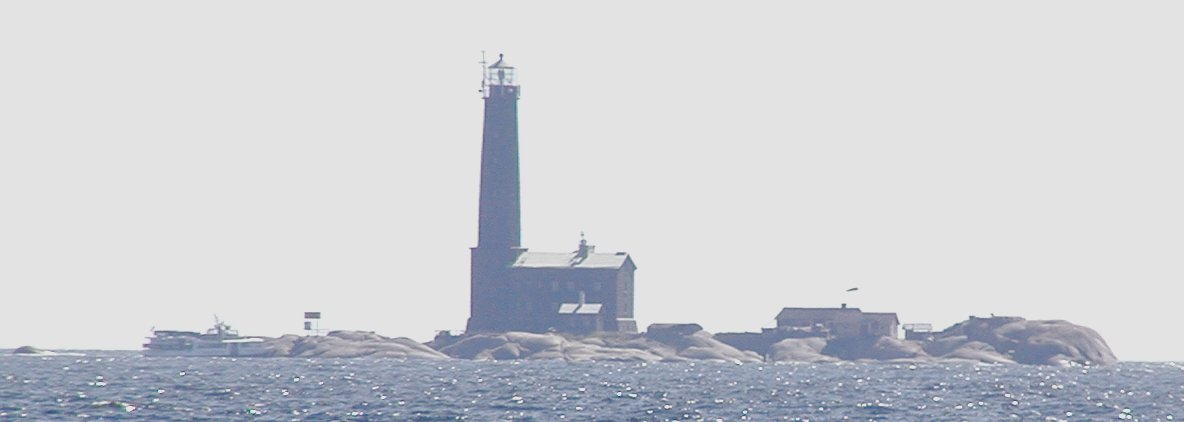
Leuchtturm Bengtskär (2005)

Bengtskär [ˈbɛŋtʃæːr] ist die südlichste bewohnte finnische Insel und ist Teil der Gemeinde Kimitoön. Sie liegt in der Ostsee am Eingang zum Finnischen Meerbusen, etwa 25 km südwestlich von Hanko, 200 km von Helsinki und 100 km südöstlich von Turku im schwedischsprachigen Teil Finnlands. Daher hat auch der Name seinen Ursprung. Bengt ist ein schwedischer Männername, skär bedeutet schwedisch eine kleine Felseninsel (Schäre).
1906 wurde auf der Insel ein Leuchtturm gebaut, der Leuchtturm Bengtskär, der seit den 1990er Jahren auch touristisch erschlossen und (nach Dueodde Fyr) der zweithöchste Leuchtturm Skandinaviens ist.